# 横田藤四郎
横田 藤四郎（よこた とうしろう、文政4年〈1821年〉- 元治2年2月15日〈1865年3月12日〉）は、幕末の尊皇派志士。町人身分。名は兼綱のち祈綱（のりつな）。元治元年の天狗党の乱に参加して処刑された。

## 人物略歴
文政4年（1821年）、下野国真岡の商家に生まれる。河野守弘に国学をまなび、勤王派の人びととの間で交友関係をむすんだ。
文久2年正月12日、老中安藤信正暗殺計画を主導しているとして宇都宮藩の儒学者大橋訥庵が逮捕されたことにより、同年正月15日（1862年2月13日）、児島強介や小山長円らとともに信正を襲撃した（坂下門外の変）。これには長男横田藤太郎も加わった。このとき、強介、長円、藤太郎は捕縛されたが、藤四郎は難をのがれて逃亡した。

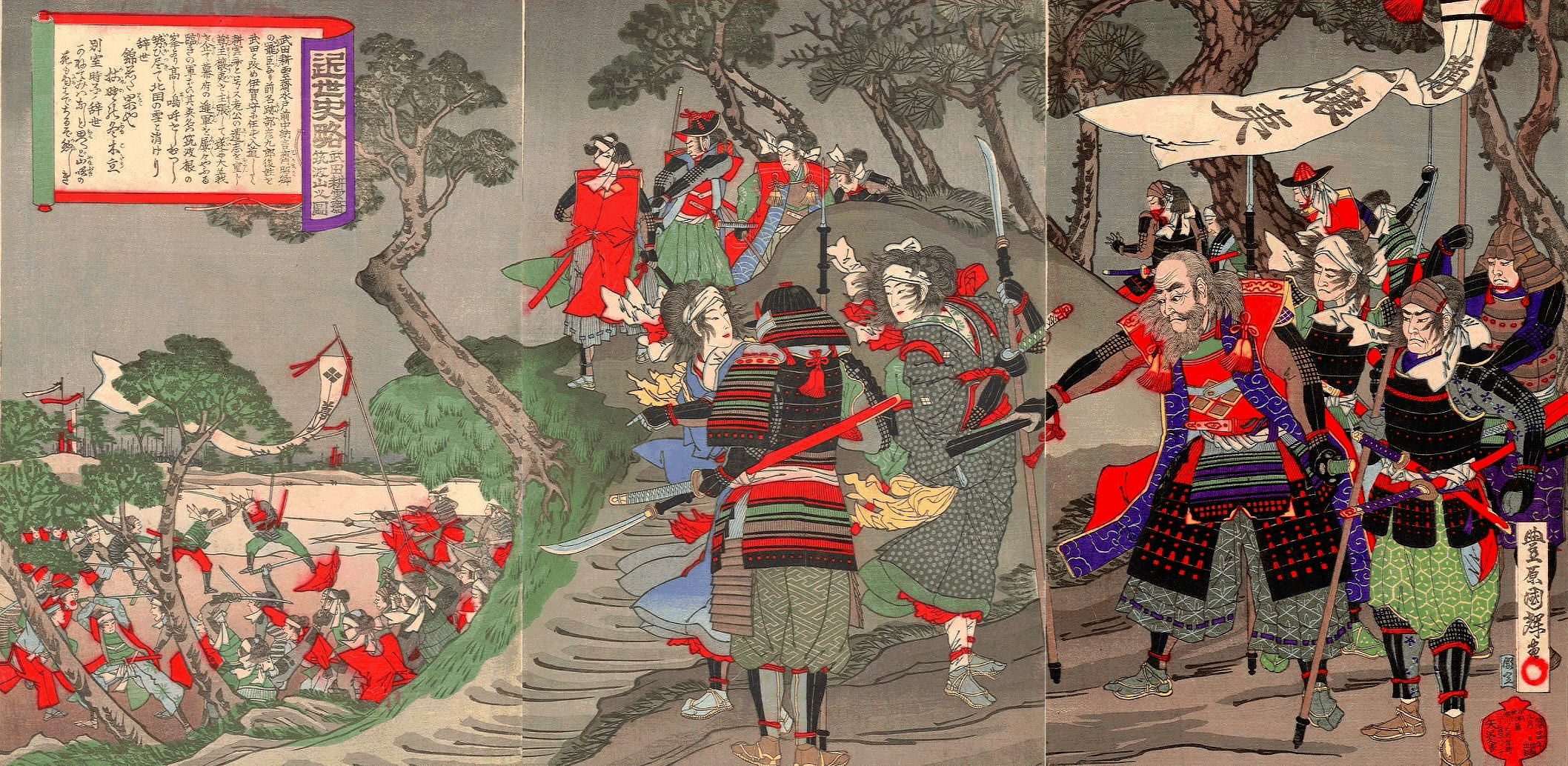
天狗党の乱（3代歌川国輝筆）

元治元年（1864年）の天狗党幹部藤田小四郎の呼びかけによる筑波山での挙兵（天狗党の乱）に三男の横田藤三郎（元綱）とともに参加した。天狗党にしたがって京都に向かう途中、11月20日には信濃国和田峠において高島藩・松本藩兵と交戦した。子息藤三郎は敵の首級を取る活躍をしたものの被弾して重傷を負い、これ以上同道できないとして藤四郎に介錯を頼むが、藤四郎は我が子を手にかけるに忍びず、同門の松井四郎に介錯を依頼した。藤四郎は三男の首を渋紙に包んで携行、天狗党の一行とともに中山道を西上して美濃国中津川宿へ到達。中津川宿では本陣の主人市岡殷政はじめ平田派の人びとから歓待を受けた。藤四郎はここで、この地こそ子息藤三郎の眠る地にふさわしいとして市岡殷政に子息の埋葬を懇願している。殷政らはひそかに藤三郎の首桶を中津川の浄土宗寺院大泉寺に持参して彼を弔い、また、市岡家の敷地内に埋葬した。これは当時にあっては命がけの行為であり、現在も墓前祭が毎年欠かさずおこなわれている 。
天狗党は京都にむかう途中幕府軍に降伏し、藤四郎は元治2年（1865年）2月15日、越前国敦賀にて処刑された。享年45。
明治40年（1907年）、正五位を追贈された。